# Lantriac
 Lantriac  es una población y comuna francesa, situada en la región de Auvernia, departamento de Alto Loira, en el distrito de Le Puy-en-Velay y cantón de Saint-Julien-Chapteuil.

## Demografía
| 902 | 892 | 981 | 1244 | 1468 | 1597 |
| Para los censos de 1962 a 1999 la población legal corresponde a la población sin duplicidades (Fuente: INSEE [Consultar]) |     |     |      |      |      |